# The State of Massachusetts
"The State of Massachusetts" er en sang fra det amerikanske punkrockband Dropkick Murphys. Den blev udgivet den 4. februar 2008 som førstesinglen fra deres sjette studiealbum The Meanest of Times. Sangen handler om effekten af narkotika på individuelle mennesker og deres familier. "The State of Massachusetts" var en af de 100 mest spillede sange på U.S. modern rock radio i oktober 2007. I januar 2008 var songen blevet blandt de 60 mest spillede alternative rocksange i USA. Sangen nåede nummer 83 på Rolling Stones liste over de 100 bedste sange fra 2007.

## Spor
| 1. | "The State of Massachusetts" | 3:52 |
| 2. | "The Thick Skin of Defiance" | 2:47 |

| 1. | "Breakdown" | 2:27 |
| 2. | "Forever"   | 3:47 |

## Hitlister
| Hitliste (2013)                       | Højeste placering |
| ------------------------------------- | ----------------- |
| US Bubbling Under Hot 100 (Billboard) | 1                 |
| USA Hot Rock Songs (Billboard)        | 14                |